# Drosophila sycovora
Drosophila sycovora är en tvåvingeart som beskrevs av Léonidas Tsacas 1981. Drosophila sycovora ingår i släktet Drosophila och familjen daggflugor.
Artens utbredningsområde är Elfenbenskusten.